# Liste der Kulturdenkmäler in Worms-Pfiffligheim
In der Liste der Kulturdenkmäler in Worms-Pfiffligheim sind alle Kulturdenkmäler des Stadtteils Worms-Pfiffligheim aufgeführt. Grundlage ist die Denkmalliste des Landes Rheinland-Pfalz (Stand: 1. Juni 2023).

## Denkmalzonen
| Bezeichnung                                | Lage                                                     | Baujahr | Beschreibung | Bild                           |
| ------------------------------------------ | -------------------------------------------------------- | ------- | --- | ------------------------------ |
| Denkmalzone Karl-Bittel-Park (Pfrimmpark)  | in der Pfrimmaue zwischen Hochheim und Pfiffligheim Lage | 1896–98 | 1896–98 von Karl Bittel initiierter Englischer Garten, Architekt Kulturingenieur Karl Völzing, Gärtner Ignatz Racing; gotisierender Burgturm und Mausoleum, beide 1900; Eisenbetonbrücken 1910; Binger Straße 1: Haus für Bedienstete | weitere Bilder Fotos hochladen |
| Denkmalzone Lindenallee/Rudi-Stephan-Allee | Lindenallee 3–13, Rudi-Stephan-Allee 2–8 Lage            | 1913    | Landhaussiedlung mit Häusern gehobenen Anspruchs im Darmstädter Jugendstil, 1913, Architekt Heinrich Metzendorf | Fotos hochladen                |

## Einzeldenkmäler
| Bezeichnung                        | Lage                                    | Baujahr                        | Beschreibung | Bild                           |
| ---------------------------------- | --------------------------------------- | ------------------------------ | --- | ------------------------------ |
| Friedhofsportal                    | Am Kochenberg, bei Nr. 3 Lage           | 1495                           | zweiteiliges gotisches ehemaliges Friedhofsportal, bezeichnet 1495 | Fotos hochladen                |
| Villa Kanzel-Eck                   | Donnersbergstraße 12 Lage               | 1900/01                        | Landhausstil, historisierende Motive, 1900/01, Architekt Hermann Haldenwang | Fotos hochladen                |
| Villa                              | Donnersbergstraße 27 Lage               | 1900                           | stattliche Villa, Landhausstil, 1900, Architekt Hermann Haldenwang | Fotos hochladen                |
| Wohnhaus                           | Donnersbergstraße 28 Lage               | um 1926                        | Einfamilienwohnhaus, um 1926 | BW                             |
| Friedhof Worms-Pfiffligheim        | Donnersbergstraße 170–176 Lage          | 19. und 20. Jahrhundert        | auf dem Friedhof: - Gedenkstein für die Opfer des Ersten Weltkriegs, aufgesockeltes Kreuz - Grabmal Familie Weyrich und Zimlich, Obelisk - Grabmal Jakob und Katharina Ott, 1885, gründerzeitlich - klassizistischer Gedenkstein für die napoleonischen Veteranen, Mitte des 19. Jahrhunderts | weitere Bilder Fotos hochladen |
| Mühle                              | Herrngasse 16 Lage                      | 16. und frühes 17. Jahrhundert | ehemalige Mühle; zwei übereck gestellte Wohnhäuser mit Krüppelwalmdächern, 18. Jahrhundert, im Kern aus dem 16. und frühen 17. Jahrhundert, Steinbank, Spolien des 16. und 17. Jahrhunderts, Wirtschaftsgebäude                                                                               | Fotos hochladen                |
| Hofanlage                          | Landgrafenstraße 39 Lage                | um 1850                        | Dreiseithof, neuklassizistische Anklänge, um 1850 | Fotos hochladen                |
| Rathaus                            | Landgrafenstraße 51 Lage                | Anfang des 18. Jahrhunderts    | barocker Krüppelwalmdachbau, Anfang des 18. Jahrhunderts | Fotos hochladen                |
| Wohnhaus                           | Landgrafenstraße 58 Lage                | 16. oder 17. Jahrhundert       | neuklassizistisches Eckwohnhaus, zweite Hälfte des 19. Jahrhunderts, Scheune, im Kern wohl aus dem 16. oder 17. Jahrhundert | Fotos hochladen                |
| Evangelische Jesus-Christus-Kirche | Landgrafenstraße 64 Lage                | 1763                           | barocker Saalbau mit Dachreiter mit Kuppelhaube, 1763, Chorerweiterung 1936; mit Ausstattung | Fotos hochladen                |
| Evangelisches Gemeindehaus         | Landgrafenstraße 66 Lage                | 1841                           | ehemalige Schule; dreigeschossiger klassizistischer Putzbau, 1841 | Fotos hochladen                |
| Kriegerdenkmal                     | Landgrafenstraße, vor Nr. 66 Lage       | um 1900                        | Kriegerdenkmal 1870/71; aufgesockelte adlerbekrönte Stele | Fotos hochladen                |
| Gewölbekeller                      | Landgrafenstraße, an Nr. 74 Lage        | 1601                           | im Nebengebäude Kellerabgang, bezeichnet 1601; Gewölbekeller mit Nebenstollen, wohl aus dem 17. oder 18. Jahrhundert | BW                             |
| Spolien                            | Landgrafenstraße, in Nr. 90 und 92 Lage | 11. bis 18. Jahrhundert        | im Keller unter den Remisen Stein mit Wappen als Treppenstufe sowie Spolie; im Keller von Nr. 90 barocker Bogenstein, bezeichnet 1778, spätgotisches Skulpturenfragment einer weiblichen Heiligen, im Garten Reliefstein, angeblich aus dem ersten Drittel des 11. Jahrhunderts               | BW                             |
| Wappenstein                        | Landgrafenstraße, an Nr. 96 Lage        | 1602                           | Wappenstein, bezeichnet 1602 | BW                             |
| Kellerportal                       | Landgrafenstraße, an Nr. 100 Lage       | 1718                           | Portal zu einem Kellerstollen, bezeichnet 1718 | BW                             |
| Lutherbaum                         | Lutherbaumstraße, vor Nr. 30 Lage       | 1899                           | Torso einer Ulme des frühen 16. Jahrhunderts, Steinbank 1899, Gedenktafel, 1954 von Gustav Nonnenmacher, Worms | Fotos hochladen                |
| Wohnhaus                           | Richard-Wagner-Straße 44/46/48 Lage     | 1916                           | dreiteiliges Wohnhaus, geschwungener Zwerchhausgiebel, später Jugendstil, 1916 | Fotos hochladen                |
| Wohnhaus                           | Richard-Wagner-Straße 57/59 Lage        | 1927                           | repräsentatives Doppelhaus mit Glockendach, 1927 | Fotos hochladen                |
| Wohnhaus                           | Rudi-Stephan-Allee 7/9 Lage             | 1907                           | repräsentatives villenartiges Doppelhaus, Landhausstil mit Jugendstil-Anklängen, 1907 | Fotos hochladen                |
| Wohnhaus                           | Rudi-Stephan-Allee 11/13 Lage           | 1905                           | Doppelhaus, malerischer Landhausstil, 1905, Architekt Peter Klein | Fotos hochladen                |
| Villa                              | Rudi-Stephan-Allee 12 Lage              | 1916                           | Walmdach-Villa, später Jugendstil, 1916 | Fotos hochladen                |
| Café Westendhöhe                   | Rudi-Stephan-Allee 32 Lage              | 1898                           | großzügiger Putzbau mit bewegter Dachlandschaft, Landhausstil, Anklänge an romantisierende Ruinenarchitektur, 1898, Architekt wohl Hermann Haldenwang | BW                             |